# Андради, Жоакин Педру ди
Жоаки́н Пе́дру Ме́лу Фра́нку ди Андра́ди (порт.-браз. Joaquim Pedro Melo Franco de Andrade; 25 мая 1932, Рио-де-Жанейро, Рио-де-Жанейро, Бразилия — 10 сентября 1988, там же) — бразильский кинорежиссёр, сценарист, монтажёр и продюсер.

## Биография
Сын Родригу Мелу Франку ди Андради,  бразильского искусствоведа, историка искусства, писателя.
Один из зачинателей «нового кино» Бразилии. Учился на философском факультете Федерального университета Рио-де-Жанейро. С 1958 года — ассистент режиссёра Паулу Сесара Сарасени, позже — продюсер. В 1959 году дебютирует как режиссёр двумя короткометражками «Поэт замка» и «Учитель из Апипукос». Поставил ряд документальных лент: «Гарринча, радость народа», «Бразилиа, противоречия нового города», «Импровизируя и достигая цели», «Алейжадинью». В 1969 году был арестован во время военной диктатуры. Сценарист и продюсер большинства своих лент.
Умер от рака лёгкого.

## Избранная фильмография

### Режиссёр
- 1959 — Поэт замка / O Poeta do Castelo (к/м)
- 1959 — Учитель из Апипукос / O Mestre de Apipucos (к/м)
- 1962 — Кошачья шкура / Couro de Gato (к/м, позже вошёл в фильм «Пять раз фавела»)
- 1962 — Пять раз фавела / Cinco vezes Favela
- 1963 — Гарринча, радость народа / Garrincha, Alegria do Povo
- 1966 — Священник и девушка / O Padre e a Moça
- 1968 — Бразилиа, противоречия одного города / Brasília, Contradições de uma Cidade
- 1968 — Импровизируя и достигая цели / Cinema Novo
- 1969 — Макунайма / Macunaíma
- 1972 — Заговорщики / Os Inconfidentes
- 1976 — Супружеская война / Guerra Conjugal
- 1977 — Эротические рассказы / Contos Eróticos
- 1977 — Тропическая тропа / Vereda tropical
- 1978 — Алейжадинью / O Aleijadinho
- 1982 — Человек из Пау-Бразил / O Homem do Pau-brasil

### Сценарист
- 1959 — Поэт замка / O Poeta do Castelo (к/м)
- 1959 — Учитель из Апипукос / O Mestre de Apipucos (к/м)
- 1962 — Кошачья шкура / Couro de Gato (к/м)
- 1962 — Пять раз фавела / Cinco vezes Favela
- 1963 — Гарринча, радость народа / Garrincha, Alegria do Povo
- 1966 — Священник и девушка / O Padre e a Moça
- 1969 — Макунайма / Macunaíma
- 1972 — Заговорщики / Os Inconfidentes
- 1976 — Супружеская война / Guerra Conjugal
- 1977 — Эротические рассказы / Contos Eróticos
- 1982 — Человек из Пау-Бразил / O Homem do Pau-Brasil

### Продюсер
- 1966 — Священник и девушка / O Padre e a Moça
- 1969 — Макунайма / Macunaíma
- 1972 — Заговорщики / Os Inconfidentes
- 1976 — Супружеская война / Guerra Conjugal
- 1976 — Толстый и худой / Gordos e Magros
- 1982 — Человек из Пау-Бразил / O Homem do Pau-Brasil

### Монтажёр
- 1963 — Гарринча, радость народа / Garrincha, Alegria do Povo
- 1966 — Священник и девушка / O Padre e a Moça

## Награды
- номинация на «Золотого медведя» 19-го Берлинского международного кинофестиваля («Священник и девушка»)